# Lagos Finger

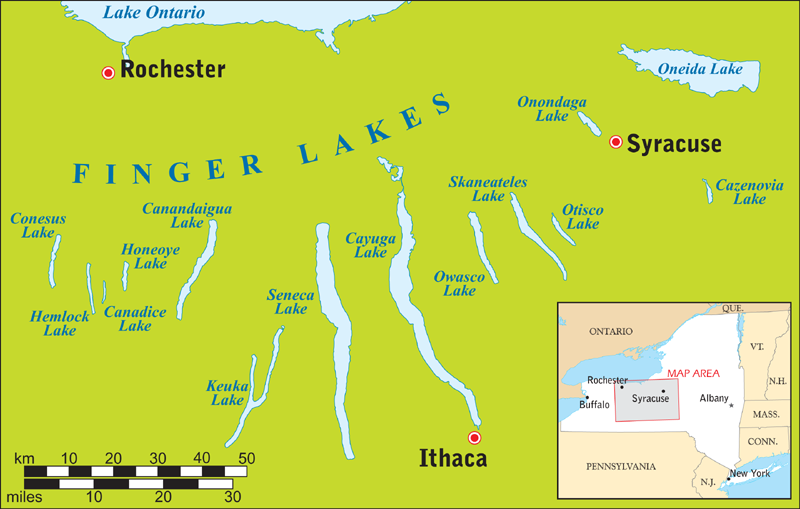
Mapa de los lagos Finger.

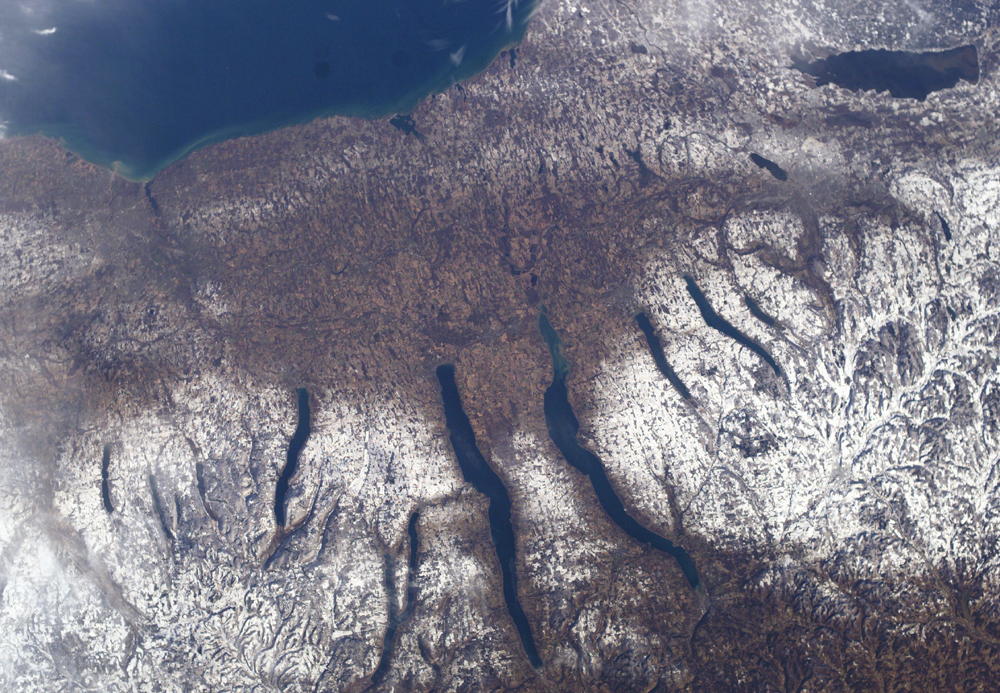
Los lagos Finger de Nueva York. Se observa el lago Ontario al norte, el lago Oneida en el extremo superior derecho, con el lago Cazenovia al sur del mismo.

Los lagos Finger (en inglés: Finger Lakes, que literalmente significa, lagos Dedos) son un conjunto de once lagos en la zona oeste-central del norte del estado de Nueva York, en Estados Unidos, que forman un popular destino turístico. Los lagos tienen, en su mayoría, una planta alargada, orientada según un eje en dirección norte-sur.
Los once lagos, de este a oeste, son los siguientes:
- lago Otisco, con una superficie de 7,6km², una longitud de 10 km, una anchura de 1,6 km y una profundidad máxima de 18 m;
- lago Skaneateles, con una superficie de 36 km², una longitud de 26 km, una anchura de 2,4 km y una profundidad máxima de 96 m;
- lago Owasco, con una superficie de 27 km², una longitud de 17,9 km, una anchura de 0,4 km y una profundidad máxima de 54 m;
- lago Cayuga, con una superficie de 172 km², una longitud de 61 km, una anchura de 5,6 km y una profundidad máxima de 133 m;
- lago Seneca, con una superficie de 173 km², una longitud de 61 km, una anchura de 4,8 km y una profundidad máxima de 188 m;
- lago Keuka, con una superficie de 47,5 km², una longitud de 32 km, una anchura de 1-3 km y una profundidad máxima de 57 m;
- lago Canandaigua, con una superficie de 43,5 km², una longitud de 26 km, una anchura de 2,4 km y una profundidad máxima de 84 m;
- lago Honeoye, con una superficie de 7,17 km², una longitud de 7,2 km, una anchura de 1,3 km y una profundidad máxima de 9,1 m;
- lago Canadice, con una superficie de 2,63 km², una longitud de 4,8 km, una anchura de 0,5 km y una profundidad máxima de 29 m;
- lago Hemlock, con una superficie de 7,3 km², una longitud de 12 km, una anchura de 1 km y una profundidad máxima de 28 m;
- lago Conesus, con una superficie de 13 km²,  una longitud de 12,8 km, una anchura de 1,6 km y una profundidad máxima de 20,2 m;

Los dos más extensos, el Cayuga y el Seneca, son también dos de los lagos más profundos de Estados Unidos, y sus lechos se encuentran por debajo del nivel del mar. La disposición y orientación de los lagos se asemeja a los dedos de una mano, de allí su nombre. El lago Oneida en general no es considerado uno de los lagos Finger, aunque a veces se lo llama el "pulgar".